# Catedral d'Ourense
La Catedral d'Ourense és el principal monument religiós de la ciutat d'Ourense, a Galícia. Està dedicada a Sant Martí (San Martiño) i es va construir entre finals del segle xii i principis del xiii.
Està declarat Monument Nacional des del 3 de juny de 1931 i té honors de basílica des de 1867, segons Breu Pontifici del papa Pius IX, firmat el 30 de juny d'aquell mateix any.

## Història
Se sap que l'any 1188 va ser consagrat el seu altar major. Pertany al romànic tardà, influït pel món cistercenc en alguns aspectes de l'estructura arquitectònica i l'escola mateana compostel·lana quant a l'escultòric (especialment la decoració de les portades).

## Arquitectura

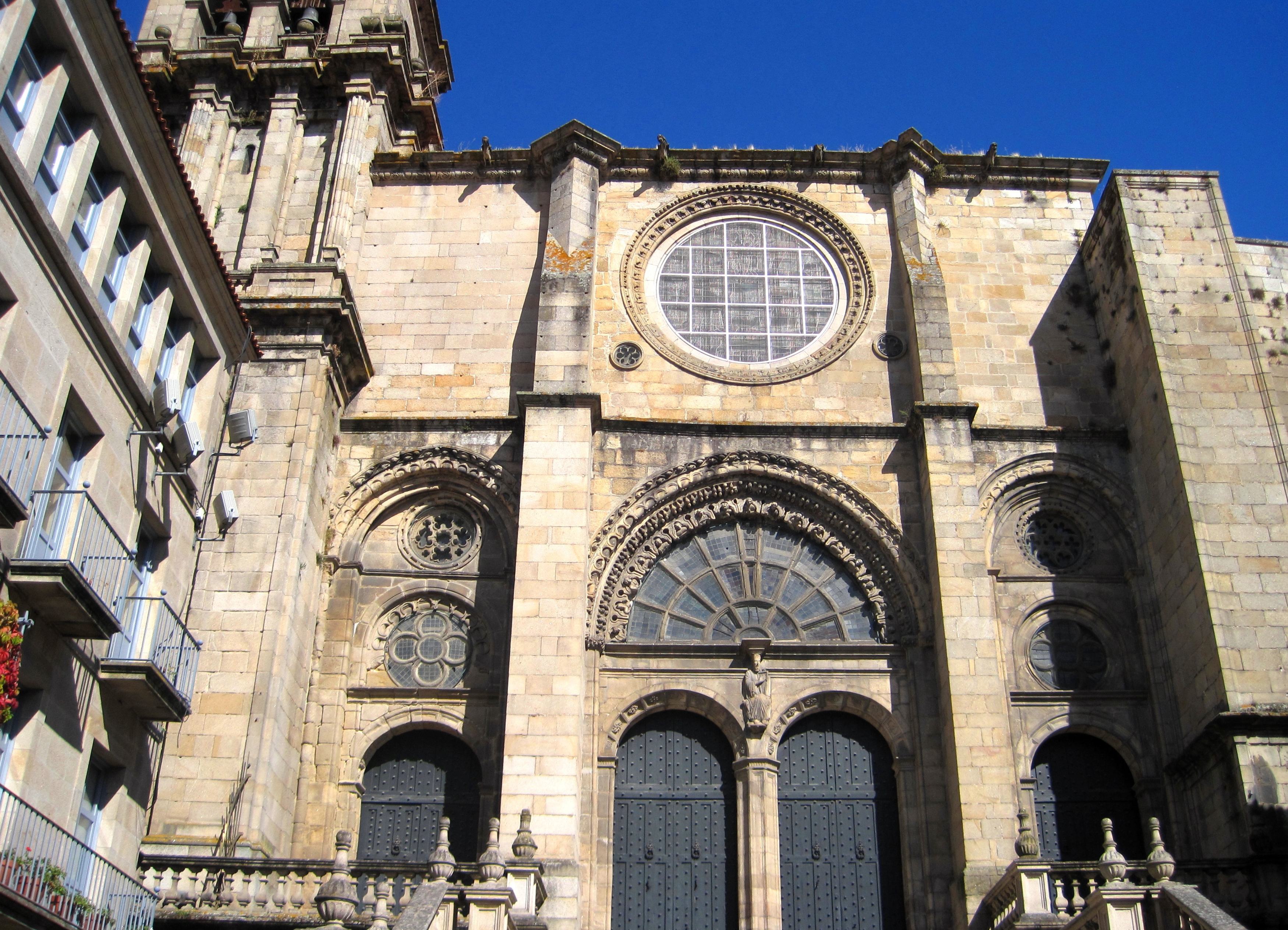
Façana occidental

Originalment era un edifici de tres naus amb transsepte i capçalera de triple absis (encara que actualment molt transformada i mutilada per la construcció de la girola). Les naus tenen voltes de creueria senzilla i arcs apuntats que recolzen sobre pilars en forma de creu amb semi-columnes adossades. L'espectacular cimbori gòtic sobre el creuer es va aixecar entre 1499 i 1505.
La catedral disposa de tres belles portes romàniques perfectament conservades. Les portades meridional i septentrional són similars, amb arquivolta interior polilobulada i una riquesa escultòrica d'exquisida qualitat i clara influència compostel·lana del Mestre Mateo.
La gran entrada occidental, coneguda com a Pòrtic del Paradís (Pórtico do Paraíso) reprodueix, de manera simplificada, l'estructura del Pòrtic de la Glòria de la catedral compostel·lana. És posterior a aquest (meitat de segle xiii) però la seva escultura és més romànica que la seva veïna de Santiago. És interessant la policromia conservada.

## Mobles
El retaule major és obra de Cornielles d'Holanda. Les reixes del presbiteri i cor, l'autor del qual és Celma, són de la segona meitat del segle xvi. També els dos púlpits són obra seva. El cadirat del cor (1580-1590) està fet en fusta de noguera. Els seus autors són Diego de Solís i Juan d'Angers, amb gran influència de Juan de Juni. Aquest cadirat està repartit en l'actualitat entre la capella del Sant Crist i altres racons de l'edifici.